# 4-Phenyl-1,2,4-triazolin-3,5-dion
4-Phenyl-1,2,4-triazolin-3,5-dion (PTAD) ist eine Azodicarbonylverbindung. Es wurde erstmals 1894 von Johannes Thiele und Otto Stange durch Oxidation von 4-Phenylurazol mit Mennige in Schwefelsäure dargestellt. Für eine Charakterisierung reichte die dargestellte Substanzmenge jedoch nicht aus. Eine präparativ brauchbare Synthese wurde erst 1971 veröffentlicht.

## Gewinnung/Darstellung
Die Synthese geht von Hydrazin und Diethylcarbonat (1) aus. Diese reagieren zu Ethylhydrazincarboxylat (2), das mit Phenylisocyanat (3) umgesetzt wird. Das gebildete 4-Phenyl-1-carbethoxysemicarbazid (4) wird mit Base zum 4-Phenylurazol (5) cyclisiert, aus dem schließlich durch Oxidation das PTAD (6) gebildet wird.

Syntheseroute von PTAD (6) ausgehend von Hydrazin und Diethylcarbonat (1). Für Details siehe Text.

## Chemische Eigenschaften
PTAD ist nur stabil in Abwesenheit von Licht und Feuchtigkeit, bei Kontakt mit Alkalien tritt sofortige Zersetzung ein. Wasser, Alkohole und Säuren führen zu langsamer Zersetzung. Ein Schmelz- oder Siedepunkt kann nicht bestimmt werden, da sich die Verbindung zwischen 160 und 180 °C zersetzt, ohne zu schmelzen.
Zurzeit ist es das reaktivste bekannte Dienophil für Diels-Alder-Reaktionen. Es ist tausendmal reaktiver als Tetracyanoethen und sogar zweitausendmal reaktiver als Maleinsäureanhydrid. So erfolgen einfache Cycloadditionen bereits bei sehr niedrigen Temperaturen und selbst mit Cyclooctatetraen, das wegen seiner Wannenform kein geeignetes 1,3-Dien für eine Diels-Alder-Reaktion ist, kann es zum erwarteten Cycloaddukt reagieren. Es wird angenommen, dass die Reaktion in diesem Fall nicht konzertiert, sondern über ein Homotropylium-Zwitterion abläuft.

## Verwendung
Neben der Anwendung in Diels-Alder-Reaktion und anderen Cycloadditionen wird es wegen seiner hohen Reaktivität und Reaktionsgeschwindigkeit auch als Abfangreagenz für instabile Moleküle mit konjugierten Doppelbindungen eingesetzt. Mit PTAD gelang erstmals die Synthese des stark gespannten Prismans.